# Баєр 04
«Ба́єр 04» (нім. Bayer 04 Leverkusen Fußball GmbH) — німецький професіональний футбольний клуб з міста Леверкузен, Північний Рейн-Вестфалія. Виступає в Бундеслізі, найвищому дивізіоні в системі футбольних ліг Німеччини. Домашні матчі проводить на стадіоні «БайАрена».
Клуб заснований 1904 року співробітниками німецької фармацевтичної компанії Bayer, штаб-квартира якої знаходиться в Леверкузені, звідки клуб і отримав свою назву. Кольорами клубу є чорний і червоний, обидва використовуються як основні кольори для футбольних форм. Місцевими суперниками є «Кельн», «Боруссія» (Менхенгладбах) і «Фортуна» (Дюссельдорф).
1979 року «Баєр 04» вперше піднявся до Бундесліги, а 1988 року здобув свій перший трофей – Кубок УЄФА. 2002 року клуб зайняв друге місце в трьох турнірах, включаючи Лігу чемпіонів УЄФА. Після понад 20 років без срібних медалей 2024 року «Баєр 04» вперше здобув титул Бундесліги, ставши першою німецькою командою, якій це вдалося без поразок, а також встановивши європейський рекорд за кількістю безпрограшних ігор поспіль – 51 гра без поразок до матчу з «Аталантою» у фіналі Ліги Європи УЄФА, який завершився з рахунком 3:0.

## Історія
Історія команди з Леверкузена тісно пов'язана з хімічним концерном-гігантом (колись фабрикою) Німеччини. Від своїх зародків, клуб та хіміки йдуть нога в ногу, зрештою, сам спортивний клуб задумувався, як спортивне товариство заради гуртування робітників заводу з метою задоволення їх фізичних та культурних потреб поза виробництвом. А вже з роками, коли навички спортовців перейшли до рівня професійного, клуб набув форм осередку фізичного виховання та дозвілля всіх мешканців міста та округи, що культивував різні спортивні та культурні програми. Головним спортивним клубом осередку стала футбольна команда «Баєр-04» в якій зараз грають футболісти-професіонали зі всієї Німеччини та багатьох країн світу.

### Передісторія
В 1903 році власники одного леверкузенського заводу отримали листа з проханням допомогти зорганізувати спортивне товариство. Саме в лютому (за іншими даними в листопаді) 1903 року, колишній секретар (тогочасний керівник) Вуппертальської гімнастичної асоціації, Вільгельм Гауссхілд зібрав підписи 170 робітників й звернувся з проханням до управлінців фабрики «Малярська фабрика Фрідріха Баєра і Ко.» (нім. Farbenfabriken vormals Friedrich Bayer & Co.) щодо створення гімнастично-ігрового клубу (нім. Turn-Spielvereins). І лише через рік, у липні 1904 року було засновано найдавніший німецький робітничий спортивно-ігровий клуб, що носив назву «Turn— und Spielverein der Farbenfabriken vorm. Friedr Bayer & Co», який отримав свою скорочену назву — «ТуС 04» (нім. TuS 04).
На самих початках головним-профілюючим видом стала гімнастика, яка в ті часи була найпопулярнішим спортивним та відпочинковим видом змагань чи дозвілля, як у Німеччині так і в усій Європі. Водночас, частина робітників приходили до клубу поганяти м'яча — це були, в основній масі, молоді робітники чи мешканці міста. Проте, з кожним роком все більше захоплення та заохочення до футболу отримували городяни-фабриканти, тому й у клубі їх чисельність неухильно зростала, що дуже суттєво не сприймалося гімнастичним осередком клубу. Та 15 червня 1904 року «навічно залишиться в скрижалях спортивної історії Леверкузена», про що говорив доктор Альберт Мандел (нім. D. Albert Mandel), перший голова спортивної асоціації Леверкузена та управляючий малярської фабрики.
З кожним роком росла прихильність леверкузенців до цієї спортивної асоціації й все більше їх відпочивало та займалося в клубі. На той час світова популярність футболу добралася й до Леверкузена і в його спортивній команді неухильно зростала кількість учасників футбольного гуртка. Через це учинялися конфліктні ситуації, так як йшла мова про фінансування видів спорту, і як наслідок — компромісу так і не вдалося досягти. Тому в 1907 році суперечки ще більше посилилися, коли футболісти в травні зорганізувалися в окрему команду й перестали брати участь у гімнастичних акціях-показах. Через це в липні-серпні цього ж року було зібрано загальні збори й остаточно проведено розподіл на Гімнастичний (176 спортовців) та Футбольно-ігровий клуби (27 спортовців).
З того часу фабричні футболісти почали проводити суттєві (як на той час) виставкові ігри, а в знак солідарності з своїми засновниками — вони взяли собі за кольори і герб клубу, саме відзнаки «малярської фабрики Баєрів». Зрештою, саме до цієї ігрової асоціації приставали спортовці інших видів спорту: боксу, легкої атлетики і попередників гандболу та волейболу. А в серпні 1907 року «червоно-чорні» провели свій перший офіційний товариський поєдинок, вийшовши на поле, у футболках з «баєровським левом» на грудях, проти футболістів з Манфорта (нім. Manfort Ball Games Club).

### Початки футбольного клубу
Розподіл на окремі, гімнастичну та ігрову, спортивні гілки пішов на користь гравцям, незважаючи на складні для них фінансові та інфраструктурні умови. Незначна кількість футболістів не могла давати великих фінансових дивідендів (членських внесків), тому лише підтримка малярської фабрики та ентузіазм спортовців рухав цим колективом. Ще однією проблемою стала відсутність свого власного приміщення, оскільки при розподілі довелося залишити гімнастам надану фабрикою будівлю, а прилеглу обладнану територію доводилося спільно ділити з іншими спортовцями (і знову передусім гімнастами).
Але такі умови не завадили заявити команду 4 лютого 1907 року в регіональній лізі «Кельн Безірксліга» (нім. Kolner Bezirksliga). Та перші кроки колективу були доволі кволими й, інколи, доводилося пропускати певні ігри, а то й цілі сезони. Хоча, слід відмітити, що суттєвим чинником у такій ситуації стала Перша світова війна, яка суттєво вплинула на людський ресурс та відчувалися певні обмеження для проведення масових акцій.
Лише після війни справи у футбольній команді поліпшилися — повернулася частина футболістів, до спорту навернулося багато мешканців міста та керівництво фабрики стимулювало залучення робітників до спорту. Після війни доволі суттєво своїми позиціями поступилася гімнастика, багато нових видів спорту пізнали леверкузенці. До того ж, ігровикам вдалося нарешті віднайти й добитися від муніципалітету дозволу на експлуатацію та облаштування великої території в міському парку поблизу Дуннау в Леверкузен-Весдорфі (нім. Dhunnaue in Leverkusen-Wiesdorf).
Та в 1923 році сталися чергові суперечності між гімнастами та ігровиками, що призвело до остаточного розриву їх стосунків у межах проекту «TuS 04», бо гімнасти заявили про ліквідацію футбольної гілки в клубі. Оскільки ті суперечності стали визначально-концептуальними, гімнасти наполягали на культивуванні фізкультурного оздоровчого руху, тоді як ігровики дотримувалися спортивної доктрини. Як історичні правонаступники «ТуС 04», гімнасти залишили за собою цю назву та початкове приміщення і змінили свої кольори на синьо-жовті.
Натомість, ігровикам довелося започатковувати іншу спортивну структуру, яка отримала наймення «Спортивна асоціація Баєр 04 Леверкузен» (нім. Sportvereinigung Bayer 04 Leverkusen). Основними її членами стали любителі поганяти м'яча (близько 150 робітників «фабрики Баєра»), які й сформували футбольну команду «Футбольний клуб 04 Леверкузен» (нім. Fussballverein 04 Leverkusen). Окрім футболістів, від початків формації асоціації були ще боксери та волейболісти. Впродовж послідуючих 5 років у цій спортивній асоціації почали культивувати ще кілька спортивних видів, які згодом сформували в окремі відділи: боксу, гандболу, волейболу, регбі, боротьби та легкої атлетики.

### 1930-ті роки
Наприкінці 1920-х і початку 1930-х років «Футбольний клуб 04 Леверкузен» грав у регіональних лігах — третій і четвертій лізі Німеччини, поки вони не досягли успіху в 1936 році, пробившись до 2-ї Ліги, що носила назву «Ліга Захід» (нім. Liga West).
А загалом, з 1931 року почалося успішне сходження леверкузенських футболістів по футбольних щаблях країни. Так фінальна перемога над командою з Лангенфельда (нім. Langenfeld) з рахунком 3:1 дозволила їм піднятися класом вище — до 1-ї Ліги «Кельн Безірксліги» (нім. Kolner Bezirksliga). А вже наступний сезон команда окрім підвищення в класі, ще й покинула старий свій ігровий майданчик у Дуннау з Леверкузен-Весдорфа і перебралася на новооблаштований стадіон «Ам Стадпарк» (нім. Am Stadtpark), який залишився рідним для команди аж до середини 1950-х років.
Та найвизначальнішим для команди став 1936 рік, коли вона здобула перемогу в своїй регіональній лізі та в перехідних іграх добилася підвищення в класі — до 2-ї ліги країни. Слід відмітити, що цей успіх був примітний ще й тим, що він стався на фоні значного футбольного підйому в країні й тим цінніший цей успіх здобутий у значній та жорсткій конкуренції. Тому ці успіхи були підтримані громадою Леверкузена і не пройшли повз увагу власників «малярської фабрики» (яка вже носила назву «хімічний комбінат»), які вирішили, у своєму спонсорстві, остаточно стати на сторону футбольного клубу та самої асоціації ігровиків. Отримавши таку значну підтримку команда була на підйомі, а на знак наступництва та відзнаки своїх засновників у травні цього ж року, на футболках футболістів та спортовців асоціації були вишиті Баєр Хрести (нім. Bayer-Kreuz) — символи хімічного комбінату Friedrich Bayer & Co. та його власників, що вважається однією з перших реклам-логотипів в історії німецького футболу.
Хоча команда отримала суттєву фінансову підтримку та надихалася чисельністю своїх прихильників у Леверкузені і на спортивних майданчиках — успішних результатів довелося ще зачекати. Новачку ліги довелося сутужно через суттєві й тривалі роз'їзди та суттєвий аматорський рівень робітників-футболістів. Команда кілька сезонів балансувала в середині чи внизу турнірних таблиць, саме з такими невтішними результатами футболісти ввійшли в часи Другої світової війни.

### 1940-ві роки
Військова кампанія Німеччини в Другій світовій війні суттєво відобразилася на спортивному житті країни: поріділи лави футболістів, зменшилась кількість команд, ігри в регулярних першостях різних ліг відбувалися не завжди. Внаслідок тих факторів системну оцінку результатів «команди фарбників» було важко визначити. На фоні значної уваги більшості громадян до змагань, так як футбольні матчі ставали святом та віддушиною для громади міста, спортивного прогресу не відбувалося. А от інфраструктура клубу продовжувала розширюватися — у цей час на погано обладнаному спортивному майданчику було вперше побудовано першу трибуну в Леверкузені й від тих часів та галявина отримала повноцінну назву — Стадіон.
Чим ближче ставав кінець війни — тим складніше ставало проводити повноцінні футбольні турніри в Німеччині і, як наслідок, вони були припинені в усіх лігах. Зрештою, не так багато футболістів залишилося в Леверкузені — більшість дорослого чоловічого населення було мобілізовано до лав військовиків 3-го Рейху. Лише кінець війні та відновлення управління в країні поновили більшість сфер життя, а футбол знову став головним святом для Леверкузенців.
Післявоєнний період для команди розпочався знову з регіональної першості — 1-ї Ліги «Кельн Безірксліги». Тепер вони вже були там домінуючою командою-лідером, але кілька років поспіль їм не вдавалося в фінальній серії добитися підвищення в класі. Лише наприкінці 1940-х років команді вдалося здобути свій перший трофей.
В 1949 році леверкузенці вибороли 1-ше місце в регіональній першості й здобули таким чином свій перший післявоєнний трофей-приз. А для підвищення в класі їм довелося знову здолати своїх тогочасних одвічних опонентів — «1 ФК Кельн» (нім. 1 FC Koln). У першій виїзній грі на «Кельнському треку» (нім. Kolner Radrennbahn) перед очима 25 000 вболівальників міста Кельн гравці з Леверкузена добилися сенсаційної перемоги з рахунком 2:0. Матч відповідь у Леверкузені зібрав ще більшу кількість глядачів, які заполонили «Ам Стадпарк» в передчутті перемоги своєї команди. Але їх спочатку чекало велике розчарування: уже на початок другого тайму гості перемагали з рахунком 2:0, проте підтримувані своїми вболівальниками чорно-червоні «леви» відіграли один м'яч, та невдовзі гості забили третього гола й ще більше загострили атмосферу в матчі. Кінець гри леверкузенці проводили в атаках на ворота гостей, а ті з останніх зусиль відбивалися й таки дотрималися — остаточний рахунок гри залишився 1:3, і цього не вистачило «левам» для сумарної перемоги.
Проте цього разу доля посміхнулася червоно-чорним — наприкінці 1949 року було озвучено реорганізацію футбольних ліг у Німеччині. «СВ Баєр 04 Леверкузен» (в 1948 році змінивши назву та статус — на професійний) подав заявку, яку було підтримано і їх кваліфіковано до «2-го Дивізіону Обер-Ліги Захід» (нім. 2 Division der Oberliga West), яка за статусом була другою по значимості лігою країни. Останній у 40-х роках сезон 1949/1950 команда, новачок таких змагань, провела дуже успішно — посівши 5-те місце в турнірній таблиці, показавши змістовну гру. Особливо відмічали надійну гру воротаря та захисну ланку. Такий успішний старт та досвід сприяли подальшим успішним виступам команди в 2- Дивізіоні Обер-Ліги та самій Обер-Лізі «Захід».

### 1950-ті роки
Період 1950-х років сформував перші футбольні легенди леверкузенського футболу, саме цей час пам'ятний для вболівальників успіхами їх команди в 2 Дивізіоні та самій Обер-Лізі, а також неочікуваним пониженням у класі.
Уже 1951 рік приніс для Леверкузена неочікуване свято — їх команда перемогла в другому Дивізіоні Оберліги. Запорукою їх успіху знову стала уміла гра в захисті — команда пропустила найменше голів і здобула 47 очок. До цього успіху команду привели два тренери: спочатку був Лорі Польстен, якого посеред сезону замінив Раймонд Шваб. Такий результат приніс команді очікуване підвищення в класі.
Сезон 1951/1952 років команда починала новачком Обер-Ліги «Захід», а також отримала нового тренера — Франца Штрегле, який привів з собою кількох футболістів, що мали досвід виступів у найвищих професійних лігах країни. Завдяки успішним напрацюванням попередників, особливо в захисних діях, та якісною грою новосформованого колективу, «червоно-чорним левам» вдалося, у своєму першому та другому сезонах, закріпитися в середині турнірної таблиці посівши 6-те та 10-те місця.
На сезон 1953/1954 років команду прийняв відомий у 20—30 роках футболіст та успішний тренер Ганс-Йозеф Кречманн. Цьому відомому тренеру вдалося привнести в гру команди нові тактичні схеми та розкрити талант її гравців. Уже в першому ж сезоні команді вдалося піднятися на сьому сходинку, поступившись 4-му місцю всього 2 очками. А ось наступний сезон приніс вболівальникам море позитивних емоцій — команда йшла впродовж сезону в лідерах першості і лише наприкінці турніру їм не вистачило досвіду. Леверкузенці не добрали 3 очки аби посісти 2-ге місце й спробувати себе в фінальному двобої. Попри це місто «Баєр-хіміків» пам'ятає і досі першу свою футбольну плеяду: Тео Кірхберг (нім. Theo Kirchberg), Гейнц Папенгофф (нім. Heinz Papenhoff), Фреді Муц (нім. Fredy Mutz) та Еміль Бекс (нім. Emil Becks).
Окрилені таким успіхом вболівальники покладали великі надії на наступний сезон, проте їх чекало фіаско. Отримавши значну порцію слави частина гравців знизила до себе вимоги, а ще кілька перед початком сезону подалися в інші клуби і як наслідок, команда безславно опустилася на дно турнірної таблиці. Свій 5-й сезон у вищій лізі німецького футболу команда провалила, посівши передостаннє місце в турнірній таблиці. Як підсумував Йозеф Кречманн — йому так і не вдалося привити команді гостроатакуючий футбол, і саме брак якісних гравців в атакуючій ланці призвів до такого плачевного результату.
Повернення до 2-го Дивізіону Обер-Ліги «Захід» було доволі болючим, та керівництво мало намір у найкоротші терміни повернутися до вищого класу. Саме тому в 1958 році почато будову клубного стадіону — Ульріх-Хаберланд-Стедіон (нім. Ulrich-Haberland-Stadion), який мав стати окрасою міста та символом повернення команди до Обер-Ліги. Але наче якийсь злий рок переслідував команду, яка впродовж трьох наступних сезонів посідала 4-те місце, а в 1959/1960 році залишилася 5-ю в загальному заліку. Команду тренували і відомі тренери Еміль Мельхер, колишні гравці Тео Кірхберг і навіть тренер збірної Німеччини та виходець з Леверкузена Едмунд Конен, але її особливість — мала результативність, зводила нанівець всі їх намагання.

### 2010-ті роки
Розпочався період 2010-х у Леверкузені приходом влітку 2009 року до команди відомого у світі футбольного тренера та доволі досвідченого й успішного фахівця — Юппа Гайнкеса. Оскільки попередній фахівець не впорався з поставленими завданнями на сезон, а команда не спромоглася кваліфікуватися до жодного європейського турніру, необхідні були зміни. У першому ж своєму сезоні Юппу вдалося добитися неочікуваного результату — посісти 4-те місце. Клубу не вистачило 2 очок щоб пробитися в число учасників Ліги чемпіонів. Головним чинником такого результату став тренерський хист та уміння футболістів, адже Юпп змінив перед сезоном пів складу команди, та ще й суттєво омолодив її. Гейнкес змінив тактичну схему гри в команді та зумів відлагодити захисну ланку колективу, через яку були найбільші проблеми в минулих сезонах, а вміла ротація сприяла фізичному відновленню колективу.
Сезон 2010/2011 команда проводить уже на два фронти — граючи в першості країни та виступаючи в Лізі Європи, причому в обох турнірах доволі успішно. Тепер уже необстріляна молодь стала справжнім рушієм колективу й відома та затребувана багатьма футбольними фахівцями. До того, аж 8 гравців є кандидатами до збірної країни. Збалансований в усіх ланках та зіграний колектив був одним із претендентів на «Срібну салатницю», а керівництво клубу після вдалого старту на євроарені вимагало в команди фіналу Ліги Європи. Всю турнірну дистанцію команда йшла другою, але їй так і не вдалося наздогнати дортмунську «Борусію», яка впевнено здобула першість, а леверкузенцям залишилося утримати другу сходинку й вдало представитися в Лізі Європи (але й тут їх спіткав брак фізичних кондицій й на стадії 1/8 фіналу вони вибули з турніру). На додачу до чергової прикрої історичної віхи — знову «вічно другі» дізналися про перехід їх головного тренера та натхненника до Мюнхена — на цьому й закривається сторінка Юппа Гейнкеса та його молодої команди в Леверкузені.
Сезон 2011/2012 розпочинатиме з командою Робін Дутт, який успішно пропрацював з «Фрайбургом» (символічно, що остання гра в сезоні відбулася між «Баєром» та «Фрайбургом» — на якій обидва тренери прощалися зі своїми колективами)

## Стадіон
За всю свою 100 річну історію команда мала 4 домашніх арени. Якщо, ще врахувати спортивний майданчик, який доводилося ділити з гімнастами та іншими спортовцями «на зорі» футболу Леверкузена — то таких арен буде 5. З цих п'яти спортивних майданчиків лише три можна вважати повноцінними стадіонами. Оскільки перші два більше походили на відведені майданчики для спортивних ігор, які не мали відповідних меж, відповідного газону та трибун. І лише з середини 20-х років почали влаштовувати тимчасові лави та «гірки» для можливості спостерігати за футбольними чи спортивними подіями. Так, перші глядацькі місця були облаштовані на одному з природних підвищень майданчика в Дуннау. Зрештою, незважаючи на необлаштованість, значна частина ігор проходила при великому скупченні народу (інколи доходило й до 20 тисяч осіб).

### Спортивні арени футбольної команди Баєр 04 Леверкузен
- 1903—1919 роки — спортивний майданчик у робітничому кварталі у парковій зоні (необлаштований).
- 1919—1936 роки — майданчик Дуннау в Леверкузен-Весдорфі (Dhunnaue in Leverkusen-Wiesdorf) в парковій зоні. З 1920-х років частково облаштований тимчасовими лавами й трибунами.
- 1932—1956 роки — «Ам Стадпарк» (нім. Am Stadtpark) — стадіон з відповідною на той час інфраструктурою.
- 1958—1998 роки — «Ульріх-Хаберланд-Стадіон» (нім. Ulrich-Haberland-Stadion) — стадіон з повноцінною інфраструктурою. Вмістимість до 20 000 чоловік.
- З 1998 року — «БайАрена» (нім. BayArena) — реконструйований стадіон «Ульріх-Хаберланд-Стадіон» з повною інфраструктурою. Вмістимість 30 200 місць.

Окрім стадіону, клуб має в своєму розпорядження добре облаштовану тренувально-відновлювальну базу. А також, завдяки своєму спонсору, хімічному концерну, вдалося вибудувати цілий спортивно-тренувальний комплекс для різних видів спорту та додаткових служб при клубі.

## Атрибути
Атрибути клубу тісно пов'язані з кольорами та ознаками хімічного Концерну — основного спонсора та засновника клубу, які лише з роками частково видозмінювалися.

### Назва
За всю свою історію футбольний клуб носив такі офіційні назви:
- 1 липня 1904 року — засновано як «ТуС Фрідріх Баєр & Co 1904 Леверкузен» (нім. TuS Friedrich Bayer & Co 1904 Leverkusen)
- 31 травня 1907 року — однойменна Футбольна команда «ТуС Фрідріх Баєр & Co 1904 Леверкузен» (нім. TuS Friedrich Bayer & Co 1904 Leverkusen)
- 1923 — перейменовано в «ФВ 04 Леверкузен» (нім. FV 1904 Leverkusen)
- 1928 — об'єднання з «Товариство боксу Вейсдорфа» (нім. Box-Verein Wiesdorf) в «СВ 4 Леверкузен» (нім. SV 04 Leverkusen)
- 1935 — перейменовано в «СВ Баєр 04 Леверкузен» (нім. SV Bayer 04 Leverkusen)
- 1938 — об'єднання «ТуС Фрідріх Баєр & Co 1904 Леверкузен» (нім. TuS Friedrich Bayer & Co 1904 Leverkusen) в «БСВ 04 Леверкузен» (нім. BSG 04 Leverkusen)
- 1943 — перейменовано в «СВ Баєр 04 Леверкузен» (нім. SV Bayer 04 Leverkusen)
- 1945 — перейменовано в «СВ 04 Леверкузен» (нім. SV 04 Leverkusen)
- 1948 — перейменовано в «СВ Баєр 04 Леверкузен» (нім. SV Bayer 04 Leverkusen)
- 1974 — об'єднання з «ТуС 04 Леверкузен» (нім. TuS 04 Leverkusen) в «ТСВ Баєр 04 Леверкузен» (нім. TSV Bayer 04 Leverkusen)
- Від 1974 — «ТСВ Баєр 04 Леверкузен» (скорочено «Баєр 04»)

### Гімн
Офіційним гімном вважається пісня «Bayer 04, Wir Stehen Zu Dir» [Архівовано 13 жовтня 2014 у Wayback Machine.], а з 2000-х років він отримав нову інтерпретацію.
Наразі, багато виконавців не дотримуються детального відтворення тексту гімну, а вставляють інші текстівки, тим самим усучаснюючи його, залишаючи мелодію незмінною. Нарівні гімну клубу є популярною і пісня стадіону/вболівальників, яку співають фани команди нарівні з гімном — «Ab ins Stadion». Окрім того у фанатському середовищі та в ЗМІ послуговуються й іншими музичними творами написаними в підтримку команди.

## Досягнення
- Бундесліга:

- Чемпіони (1): 2024
- Срібний призер (6): 1997, 1999, 2000, 2002, 2011, 2025
- Бронзовий призер (6): 1994, 1998, 2004, 2013, 2016, 2022

- Кубок Німеччини:

- Володар (2): 1993, 2024
- Фіналіст (3): 2002, 2009, 2020

- Суперкубок Німеччини:

- Володар (1): 2024

- Ліга Європи:

- Володар (1): 1987—88
- Фіналіст (1): 2023—24

- Ліга чемпіонів УЄФА:

- Фіналіст (1): 2001—02

## Склад команди
Станом на 13 липня 2025
| №  | Поз. | Нац.         | Гравець                    |
| -- | ---- | ------------ | -------------------------- |
| 1  | ВР   | Фінляндія    | Лукаш Градецький (капітан) |
| 3  | ЗХ   | Еквадор      | П'єро Інкап'є              |
| 4  | ЗХ   | Англія       | Джарелл Кванса             |
| 7  | ПЗ   | Німеччина    | Йонас Гофманн              |
| 8  | ПЗ   | Німеччина    | Роберт Андріх              |
| 11 | ПЗ   | Франція      | Мартен Тер'є               |
| 12 | ЗХ   | Буркіна-Фасо | Едмонд Тапсоба             |
| 13 | ЗХ   | Бразилія     | Артур                      |
| 14 | НП   | Чехія        | Патрик Шик                 |
| 17 | ВР   | Чехія        | Матей Коварж               |
| 18 | НП   | Аргентина    | Алехо Сарко                |
| 20 | ЗХ   | Іспанія      | Алехандро Грімальдо        |

| №  | Поз. | Нац.       | Гравець           |
| -- | ---- | ---------- | ----------------- |
| 21 | ПЗ   | Марокко    | Амін Адлі         |
| 22 | НП   | Нігерія    | Віктор Боніфейс   |
| 23 | ПЗ   | Нігерія    | Натан Телла       |
| 24 | ПЗ   | Іспанія    | Алеш Гарсія       |
| 25 | ПЗ   | Аргентина  | Есек'єль Паласіос |
| 26 | ВР   | Нідерланди | Марк Флеккен      |
| 30 | ПЗ   | Алжир      | Ібрагім Маза      |
| 34 | ПЗ   | Швейцарія  | Граніт Джака      |
| 36 | ВР   | Німеччина  | Ніклас Ломб       |
| 44 | ЗХ   | Франція    | Жанюель Белосьян  |
| 48 | ЗХ   | Франція    | Аксель Тап        |
|    | ПЗ   | США        | Малік Тілльман    |

## Статистика
За свою столітню історію команда брала участь у багатьох футбольних турнірах. Найтриваліше вона виступала в найпрестижнішому турнірі Німеччини — Першості країни (''Бундесліга'') та Кубку Німеччини. На європейській арені команда грала в Лізі Чемпіонів, Лізі Європи — Кубку UEFA, Кубку Володарів Кубків UEFA та Кубку Інтертото.
Слід відмітити, що команда провела певний (тривалий) період своєї історії (на початках) в нижчих лігах німецького футболу. Будучи відомим колективом, команда з середини 20 століття доволі часто запрошувалася на численні товариські турніри та зустрічі, як у Німеччині, так й на міжнародній арені.

### Статистика виступів на Євроарені
| Турнір/сезон           | Раунд       | Країна     | Команда                  | Результати          |
| ---------------------- | ----------- | ---------- | ------------------------ | ------------------- |
| Кубок УЄФА 1986/87     | 1 раунд     | Швеція     | «Кальмар»                | 4-1, 3-0            |
|                        | 2 раунд     | Чехія      | «Дукла» (Прага)          | 0-0, 1-1            |
| Кубок УЄФА 1987/88     | 1 раунд     | Австрія    | «Аустрія» (Відень)       | 0-0, 5-1            |
|                        | 2 раунд     | Франція    | «Тулуза»                 | 1-1, 1-0            |
|                        | 1/8         | Нідерланди | «Феєнорд»                | 2-2, 1-0            |
|                        | 1/4         | Іспанія    | «Барселона»              | 0-0, 1-0            |
|                        | 1/2         | Німеччина  | «Вердер»                 | 1-0, 0-0            |
|                        | Фінал       | Іспанія    | «Еспаньйол»              | 0-3, 3-0 (3-2 пен.) |
| Кубок УЄФА 1988/89     | 1 раунд     | Португалія | «Белененсеш»             | 0-1, 0-1            |
| Кубок УЄФА 1990/91     | 1 раунд     | Нідерланди | «Твенте»                 | 1-0, 1-1            |
|                        | 2 раунд     | Польща     | ГКС (Катовіце)           | 2-1, 4-0            |
|                        | 1/8         | Данія      | «Брондбю»                | 0-3, 0-0            |
| Кубок Кубків 1993/94   | 1 раунд     | Чехія      | «Бобі» (Брно)            | 2-0, 3-0            |
|                        | 1/8         | Греція     | «Панатінаїкос»           | 4-1, 1-2            |
|                        | 1/4         | Португалія | «Бенфіка»                | 1-1, 4-4            |
| Кубок УЄФА 1994/95     | 1 раунд     | Нідерланди | ПСВ                      | 5-4, 0-0            |
|                        | 2 раунд     | Угорщина   | «Гонвед»                 | 2-0, 5-0            |
|                        | 1/8         | Польща     | ГКС (Катовіце)           | 4-1, 4-0            |
|                        | 1/4         | Франція    | «Нант»                   | 5-1, 0-0            |
|                        | 1/2         | Італія     | «Парма»                  | 1-2, 0-3            |
| Кубок Інтертото 1995   | Група       | Греція     | ОФІ                      | 1-0                 |
|                        | Група       | Кіпр       | «Неа Саламіна»           | 2-0                 |
|                        | Група       | Югославія  | «Будучност»              | 3-0                 |
|                        | Група       | Естонія    | «Тервіс»                 | 6-1                 |
|                        | 1/8         | Данія      | «Оденсе»                 | 5-2                 |
|                        | 1/4         | Австрія    | «Тіроль»                 | 2-2 (3-5 n.p.)      |
| Ліга чемпіонів 1997/98 | 3 кв. раунд | Грузія     | «Динамо» (Тбілісі)       | 6-1, 0-1            |
|                        | Група       | Бельгія    | «Льєрс»                  | 1-0, 2-0            |
|                        | Група       | Франція    | «Монако»                 | 0-4, 2-2            |
|                        | Група       | Португалія | «Спортінг» (Лісабон)     | 2-0, 4-1            |
|                        | 1/4         | Іспанія    | «Реал» (Мадрид)          | 1-1, 0-3            |
| Кубок УЄФА 1998/99     | 1 раунд     | Італія     | «Удінезе»                | 1-1, 1-0            |
|                        | 2 раунд     | Шотландія  | «Рейнджерс»              | 1-2, 1-1            |
| Ліга чемпіонів 1999/00 | Група 1     | Італія     | «Лаціо»                  | 1-1, 1-1            |
|                        | Група 1     | Словенія   | «Марибор»                | 2-0, 0-0            |
|                        | Група 1     | Україна    | «Динамо» (Київ)          | 1-1, 2-4            |
| Кубок УЄФА 1999/00     | 3 раунд     | Італія     | «Удінезе»                | 1-0, 1-2            |
| Ліга чемпіонів 2000/01 | Група 1     | Росія      | «Спартак» (Москва)       | 0-2, 1-0            |
|                        | Група 1     | Португалія | «Спортінг» (Лісабон)     | 3-2, 0-0            |
|                        | Група 1     | Іспанія    | «Реал» (Мадрид)          | 2-3, 3-5            |
| Кубок УЄФА 2000/01     | 3 раунд     | Греція     | АЕК (Афіни)              | 4-4, 0-2            |
| Ліга чемпіонів 2001/02 | 3 кв. раунд | Сербія     | «Црвена Звезда»          | 0-0, 3-0            |
|                        | Група 1     | Франція    | «Ліон»                   | 1-0, 2-4            |
|                        | Група 1     | Іспанія    | «Барселона»              | 2-1, 1-2            |
|                        | Група 1     | Туреччина  | «Фенербахче»             | 2-1, 2-1            |
|                        | Група 2     | Італія     | «Ювентус»                | 0-4, 3-1            |
|                        | Група 2     | Іспанія    | «Депортіво» (Ла-Корунья) | 3-0, 3-1            |
|                        | Група 2     | Англія     | «Арсенал» (Лондон)       | 1-1, 1-4            |
|                        | 1/4         | Англія     | «Ліверпуль»              | 0-1, 4-2            |
|                        | 1/2         | Англія     | Манчестер Юнайтед        | 2-2, 1-1            |
|                        | Фінал       | Іспанія    | «Реал» (Мадрид)          | 1-2                 |

| Турнір/сезон           | Раунд       | Країна     | Команда                   | Результати |
| ---------------------- | ----------- | ---------- | ------------------------- | ---------- |
| Ліга чемпіонів 2002/03 | Група 1     | Греція     | «Олімпіакос» (Пірей)      | 2-6, 2-0   |
|                        | Група 1     | Англія     | Манчестер Юнайтед         | 1-2, 0-2   |
|                        | Група 1     | Італія     | «Маккабі» (Хайфа)         | 2-0, 2-1   |
|                        | Група 2     | Іспанія    | «Барселона»               | 1-2, 0-2   |
|                        | Група 2     | Італія     | «Інтер»                   | 2-3, 0-2   |
|                        | Група 2     | Англія     | Ньюкасл Юнайтед           | 1-3, 1-3   |
| Ліга чемпіонів 2004/05 | 3 кв. раунд | Чехія      | «Банік» (Острава)         | 5-0, 1-2   |
|                        | Група       | Іспанія    | «Реал» (Мадрид)           | 3-0, 1-1   |
|                        | Група       | Україна    | «Динамо» (Київ)           | 2-4, 3-0   |
|                        | Група       | Італія     | «Рома»                    | 3-1, 1-1   |
|                        | 1/8         | Англія     | «Ліверпуль»               | 1-3, 1-3   |
| Кубок УЄФА 2005/06     | 1 раунд     | Болгарія   | ЦСКА (Софія)              | 0-1, 0-1   |
| Кубок УЄФА 2006/07     | 1 раунд     | Швейцарія  | «Сьйон»                   | 0-0, 3-1   |
|                        | Група       | Бельгія    | «Брюгге»                  | 1-1        |
|                        | Група       | Англія     | «Тоттенхем Хотспур»       | 0-1        |
|                        | Група       | Румунія    | «Динамо» (Бухарест)       | 1-2        |
|                        | Група       | Туреччина  | «Бешикташ»                | 2-1        |
|                        | 3 раунд     | Англія     | «Блекберн Роверз»         | 3-2, 0-0   |
|                        | 1/8         | Франція    | «Ланс»                    | 1-2, 3-0   |
|                        | 1/4         | Іспанія    | «Осасуна»                 | 0-3, 0-1   |
| Кубок УЄФА 2007/08     | 1 раунд     | Португалія | «Лейрія»                  | 3-1, 2-3   |
|                        | Група       | Франція    | «Тулуза»                  | 1-0        |
|                        | Група       | Росія      | «Спартак» (Москва)        | 1-2        |
|                        | Група       | Чехія      | «Спарта» (Прага)          | 1-0        |
|                        | Група       | Швейцарія  | «Цюрих»                   | 5-0        |
|                        | 3 раунд     | Туреччина  | «Галатасарай»             | 0-0, 5-1   |
|                        | 1/8         | Німеччина  | «Гамбург»                 | 1-0, 2-3   |
|                        | 1/4         | Росія      | «Зеніт» (Санкт-Петербург) | 1-4, 1-0   |
| Ліга Європи 2010/11    | 4 кв. раунд | Україна    | «Таврія» (Сімферополь)    | 3-0, 3-1   |
|                        | Група       | Іспанія    | «Атлетіко» (Мадрид)       | 1-1, 1-1   |
|                        | Група       | Норвегія   | «Русенборг»               | 4-0, 1-0   |
|                        | Група       | Греція     | «Аріс» (Салоніки)         | 0-0, 1-0   |
|                        | 2 раунд     | Україна    | «Металіст» (Харків)       | 4-0, 2-0   |
|                        | 2 раунд     | Іспанія    | «Вільярреал»              | 2-3, 1-2   |

### Тренери
У часі існування команди її тренували тренери, здебільшого, німецькі, та було кілька іноземців. Маючи суттєві фінансові можливості (спонсори команди) — керівництво могло залучати відомих та успішних тренерів.
| Тренер                                       | Прийшов до команди | Залишив команду | Примітки           |
| -------------------------------------------- | ------------------ | --------------- | ------------------ |
| Лорі Польстер (Lori Polster)                 | 1950               | 1950            |                    |
| Раймонд Шваб (Raimond Schwab)                | 1950               | 1951            |                    |
| Франц Штрегле (Franz Strehle)                | 1951               | 1953            |                    |
| Ганс-Йозеф Кречманн (Hans-Josef Kretschmann) | 1953               | 1956            |                    |
| Еміль Мельхер (Emil Melcher)                 | 1956               | 1957            |                    |
| Едмунд Конен (Edmund Conen)                  | 1957               | 1959            |                    |
| Тео Кірхберґ (Theo Kirchberg)                | 1959               | 1960            |                    |
| Еріх Ґарске (Erich Garske)                   | 1960               | 1962            |                    |
| Фріц Пліска (Fritz Pliska)                   | 1962               | 1965            |                    |
| Тео Кірхберґ (Theo Kirchberg)                | 1965               | 1971            |                    |
| Ґеро Брізанц (Gero Brisanz)                  | 1971               | 1973            |                    |
| Фрідгельм Ренно (Friedhelm Renno)            | 1973               | 1974            |                    |
| Манфред Рюммель (Manfred Rummel)             | 1974               | 10.02.1976      |                    |
| Радослав Момирськи (Radoslav Momirski)       | 11.02.1976         | 29.03.1976      | Interimstrainer    |
| Вілліберт Кремер (Willibert Kremer)          | 1.04.1976          | 22.11.1981      | entlassen          |
| Ґерд Кенчке (Gerd Kentschke)                 | 23.11.1981         | 30.06.1982      | Vertrag beendet    |
| Деттмар Крамер (Dettmar Cramer)              | 1.07.1982          | 30.06.1985      | Vertrag beendet    |
| Еріх Ріббек (Erich Ribbeck)                  | 1.07.1985          | 30.06.1988      | Vertrag beendet    |
| Рінус Міхелс (Rinus Michels)                 | 1.07.1988          | 13.04.1989      | entlassen          |
| Юрґен Ґельсдорф (Jürgen Gelsdorf)            | 13.04.1989         | 31.05.1991      | entlassen          |
| Петер Германн (Peter Hermann)                | 31.05.1991         | 30.06.1991      | Interimstrainer    |
| Рейнгард Зафтіґ (Reinhard Saftig)            | 1.07.1991          | 4.05.1993       | entlassen          |
| Драгослав Степанович (Dragoslav Stepanović)  | 4.05.1993          | 7.04.1995       | entlassen          |
| Еріх Ріббек (Erich Ribbeck)                  | 10.03.1995         | 27.03.1996      | entlassen          |
| Петер Германн (Peter Hermann)                | 28.03.1996         | 30.06.996       | Interimstrainer    |
| Крістоф Даум (Christoph Daum)                | 1.07.1996          | 21.10.2000      | entlassen          |
| Руді Феллер (Rudi Völler)                    | 21.10.2000         | 11.11.2000      | Interimstrainer    |
| Берті Фоґтс (Berti Vogts)                    | 12.11.2000         | 20.05.2001      | entlassen          |
| Клаус Топпмеллер (Klaus Toppmöller)          | 1.07.2001          | 15.02.2003      | entlassen          |
| Томас Герстер (Thomas Hörster)               | 16.02.2003         | 10.05.2003      | Interimstrainer    |
| Клаус Аугенталер (Klaus Augenthaler)         | 13.05.2003         | 16.09.2005      | entlassen          |
| Руді Феллер (Rudi Völler)                    | 16.09.2005         | 9.10.2005       | Interimstrainer    |
| Міхаель Скіббе (Michael Skibbe)              | 9.10.2005          | 21.05.2008      | entlassen          |
| Бруно Лаббадіа (Bruno Labbadia)              | 1.07.2008          | 5.06.2009       | розірвали контракт |
| Юпп Гайнкес (Jupp Heynckes)                  | 5.06.2009          | 30.07.2011      | припинили контракт |
| Робін Дутт (Robin Dutt)                      | 1.07.2011          |                 |                    |

## Відомі гравці
Починаючи з 80-х років 20 століття за збірну Німеччини виступали:
| - Герберт Вас (Herbert Waas) - Олівер Нойвілль (Oliver Neuville) - Крістіан Шреєр (Christian Schreier) - Міхаель Баллак (Michael Ballack) - Вольфганг Рольфф (Wolfgang Rolff) - Йорґ Бутт (Jörg Butt) - Томас Герстер (Thomas Hörster) - Бернд Шнайдер (Bernd Schneider) - Алоїс Райнгардт (Alois Reinhardt) - Томас Брдарич (Thomas Brdaric) - Кнут Райнгардт (Knut Reinhardt) | - Даніель Бірофка (Daniel Bierofka) - Крістіан Вернс (Christian Wörns) - Ханно Баліч (Hanno Balitsch) - Бернд Шустер (Bernd Schuster) - Руді Феллер (Rudolf Völler) - Гейко Шольц (Heiko Scholz) - Пауль Фраєр (Paul Freier) - Андреас Том (Andreas Thom) - Штефан Кіслінг (Stefan Kießling) - Ульф Кірстен (Ulf Kirsten) | - Сімон Рольфес (Simon Rolfes) - Єнс Новотний (Jens Nowotny) - Мануель Фрідріх (Manuel Friedrich) - Штефан Бейнліх (Stefan Beinlich) - Гонсало Кастро (Gonzalo Castro) - Карстен Рамелов (Carsten Ramelow) - Патрік Гельмес (Patrick Helmes) - Пауло Рінк (Paulo Rink) - Рене Адлер (René Adler) - Норберт Ціґлер (Norbert Ziegler) |

Серед гравців-легіонерів «Баєра», що виступали за свої збірні:
| - Арне Ларсен Окланд (Arne Larsen Ökland) - Бент Скаммельсруд (Bent Skammelsrud) - Чха Бом Ґин (Bum-Kun Cha) - Борис Живкович (Boris Zivkovic) - Анджей Бунцоль (Andrzej Buncol) - Зоран Мамич (Zoran Mamic) - Тіта (Tita) - Зе Роберто (Zé Roberto) - Андерс Ґіске (Anders Giske) - Мегді Пашазаде (Mehdi Pashazadeh) - Марек Лесняк (Marek Lesniak) - Френкі Гейдук (Frank Hejduk) - Жоржиньо (Jorginho) - Адам Матисек (Adam Matysek) - Йоан Лупеску (Ioan Lepescu) - Роберт Ковач (Robert Kovac) - Павел Гапал (Pavel Hapal) - Мирослав Спішак (Miroslav Spizak) - Пауло Сержіо (Paulo Sergio) - Алі Мусаві (Seyedali Mousavi) - Томас Дулі (Thomas Dooley) - Паскаль Оїґве (Pascal Ojigwe) | - Клаудіо Рейна (Claudio Reyna) - Паскаль Цубербюлер (Pascal Zuberbühler) - Родріго Чаґас (Rodrigo Chagas) - Емерсон (Emerson) - Мануель Кардоні (Manuel Cardoni) - Лендон Донован (Landon Donovan) - Ян Гайнце (Jan Heintze) - Димитар Бербатов (Dimitar Berbatov) - Зе Еліаш (Zé Elias) - Лусіу (Lucio) - Роберт Ковач (Robert Kovač) - Даріуш Яздані(Dariush Yazdani) - Нико Ковач (Niko Kovac) - Дієго Пласенте (Diego Placente) - Адам Ледвон (Adam Ledwon) - Юріца Враньєс (Jurica Vranjes) - Марко Бабич (Marko Babic) - Їлдирай Баштюрк (Yıldıray Baştürk) - Емануель Поґатец (Emanuel Pogatetz) - Франса (Franca) - Ян Шимак (Jan Simak) - Кріс (Cris) | - Жуан (Juan) - Радослав Калужний (Radoslav Kaluzny) - Андрій Воронін - Тедді Лучіч (Teddy Lucic) - Роке Жуніор (Roque Junior) - Яцек Кшинувек (Jacek Krzynówek) - Атірсон (Athirson) - Ахмед Мадуні (Ahmed Madouni) - Транквілло Барнетта (Tranquillo Barnetta) - Фредрік Стенман (Fredrik Stenman) - Ассіміу Туре (Assimiou Touré) - Сергей Барбарез (Sergej Barbarez) - Теофаніс Гекас (Theofanis Gekas) - Карім Хаґґі (Karim Haggui) - Артуро Відаль (Arturo Vidal) - Вратіслав Грешко (Vratislav Greško) - Дмитро Буликін - Ренато Ауґусто (Renato Augusto) - Констан Джакпа (Constant Djakpa) - Енріке (Henrique) - Міхал Кадлець (Michal Kadlec) |

## Клубна інфраструктура
Від своїх зачатків команда перебуває під опікою відомого в Німеччині хімічного концерну Bayer (в до- і післявоєнний періоди хімфабрика) — тому саме його власники були власниками команди (під різними юридичними реєструваннями). Наразі, з початку XXI століття футбольний клуб є Акціонерне товариство Баєр 04 Леверкузен (Bayer 04 Leverkusen GmbH) в сферу інтересів якого входить не тільки футбольна команда, але й інші спортивгні підрозділи чи навколоспортивні і, обслуговуючі їх, структури. Одначе, власники концерну й надалі виступають головними акціонерами клубу.
Окрім головного спонсора, який є й головним акціонером клубу, у команди були й є інші спонсори та комерційні чи рекламні партнери, найбільші з яких мали змогу виступати як генеральний спонсор:
- 1904—1992: Bayer AG
- 1992—1995: «Talcid» (продукт концерну Bayer AG)
- 1995—1997: «Alka-Seltzer» (продукт концерну Bayer AG)
- 1997—2000: «Aspirin» (продукт концерну Bayer AG)
- 2000—2001: енергетичний монополіст «RWE»
- 2001—2007: «RWE»
- З кінця 2007: «TelDaFax ENERGY»

### Керівництво
Управління клубу веде центральний офіс з численними відділами та структурами. Керівний склад офісу:
- Генеральний директор — Вольфґанґ Гольцгойзер
- Спортивний директор — Руді Феллер
- Фінансовий директор — Фабіан Отто
- Директор маркетингу та управління — Майнольф Спрінк

1 березня 2007 року було утворено Комітет акціонерів клубу з числа його головних акціонерів.

### Спортивна інфраструктура
Окрім головного виду спорту (футболу) в спортивному клубі культивуються ще й інші види спорту, у яких спортовці «Баєра» добивалися значних спортивних успіхів у різних турнірах-змаганнях:
- Легка атлетика: (Dieter Baumann) олімпійський чемпіон 1992 року на дистанції «5 000 метрів», Данні Еккер стрибки з жердиною, олімпійський чемпіон 1972 року стрибки в довжину семиборство), Гайке Генкель олімпійський чемпіон 1992 року Стрибки у висоту, Ульріке Мейфарт (Ulrike Meyfarth) олімпійський чемпіон 1972 і 1984 років Стрибки у висоту), Курт Бендлін бронзовий медаліст олімпіади 1968 року десятиборство, Штеффі Неріус срібний медаліст олімпіади 2004 року метання списа, Інго Шульц.
- Баскетбол (чоловіки): представлена командою вищого дивізіону Баєр Джайнтс Леверкузен (Bayer Giants Leverkusen),
- Бокс: численні перемоги в турнірах та чемпіонатах низки боксерів клубу, особливо: Райнгард Скрицек — бронза олімпіади 1976, Орхан Делібаш — срібло олімпіади 1992 року, Ян Кваст і Арнольд Вандерліде — бронза олімпіади 1992 року.
- Футбол (жінки): виступає з поперемінними успіхами в 1-й і найвищій лігах країни
- Гандбол (жінки): 8-разовий чемпіон країни
- Волейбол (жінки): пробилися до найвщої ліги країни

Загалом у клубі культивують, на професійному рівні, більше 14 видів спорту.

## «Баєр 04» і Україна
Команда «Баєр» (Леверкузен) 12 разів зустрічалася з українськими командами в офіційних матчах на євроарені.
| Турнір/сезон             | Раунд                     | Країна  | Команда              | Результати |
| ------------------------ | ------------------------- | ------- | -------------------- | ---------- |
| Ліга чемпіонів 1999/00   | Груповий етап             | Україна | Динамо (Київ)        | 1-1, 2-4   |
| Ліга чемпіонів 2004/05   | Груповий етап             | Україна | Динамо (Київ)        | 2-4, 3-0   |
| Ліга Європи 2010/11      | 4Q                        | Україна | Таврія (Сімферополь) | 3-0, 3-1   |
| Ліга Європи 2010/11      | 2-й кваліфікаційний раунд | Україна | Металіст (Харків)    | 4-0, 2-0   |
| Ліга Європи 2012/13      | Груповий етап             | Україна | Металіст (Харків)    | 0-0, 0-2   |
| Ліга чемпіонів 2013/2014 | Груповий етап             | Україна | Шахтар (Донецьк)     | 4-0, 0-0   |

У клубі грав вихованець українського футболу Андрій Воронін. З 2004 року нападник провів 3 сезони в команді (2004/05; 2005/06 та 2006/07), зігравши за клуб понад 100 офіційних матчів — а в Бундеслізі в 92 іграх забив 32 голи.
У 2014 році до «Баєра» перейшов вихованець «Шахтаря» Владлен Юрченко.